# Cool for the Summer
„Cool for the Summer” este un cântec al cântareței americane Demi Lovato. Piesa a fost lansată pe data de 1 iulie 2015 ca single-ul principal al următorului său album de studio Condident, de casa ei de discuri Hollywood și Island Records, și a făcut premiera de radio la aceeași dată, prin intermediul lui Republic Records. Acesta a fost scris de Lovato, Max Martin, Ali Payami, Alexander Erik Kronlund și Savan Kotecha. Cantecul a primit o atentie pentru insinuările sale bisexuale si versuri sugestive sexual.

## Videoclipul
Videoclipul oficial a piesei a fost regizat de către Hannah Lux Davis. Care a fost lansat pe data de 23 iulie 2015, pe canalul sau de Vevo.
Christina Garibaldi de la MTV a considerat videoclipul "seducatoar, îndrazneț și fierbinte cu fum" și a notat videoclipul marcat ca "un nou capitol din cariera ei, că împartașeste o încredere foarte sexy care nu am mai văzut până acum." Bianca Gracie de la Idolator si Lewis Corner de la Digital Spy au crezut amândoi că videoclipul lui Lovato este "vaporos". Hayden Manders de la Nylon a scris că videoclipul "nu dezamăgește, dar ratează oarecum marca" explicând ca "este ciudat că un videoclip pentru o piesa despre experimentare de același sex nu are nimic. Ar trebui să asculti versurile pentru a înțelege mesajul de bază al piesei, deoarece videoclipul intimideaza departe de asta." Dee Lockett de la New York magazine a numit "cel mai eliberat video sexual care Demi de făcut vreodată pentru a merge împreună cu abilitarea mesajului său."

## Lista pieselor
- Descărcare digitală[14]

1. "Cool for the Summer" – 3:34

- Digital remixes – EP[15]

1. "Cool for the Summer" (Todd Terry Remix) – 4:47
2. "Cool for the Summer" (VARA Remix) – 4:25
3. "Cool for the Summer" (Dave Audé Remix) – 6:32
4. "Cool for the Summer" (Cahill Remix) – 6:17
5. "Cool for the Summer" (Plastic Plates Remix) – 4:36
6. "Cool for the Summer" (Mike Cruz Remix) – 7:23

## Istoricul lansărilor
| Țară                       | Dată           | Format                 | Casă de discuri                     | Ref.   |
| -------------------------- | -------------- | ---------------------- | ----------------------------------- | ------ |
| La nivel mondial           | Iulie 1, 2015  | Descărcare digitală    | Hollywood Island Safehouse          | [ 16 ] |
| Statele Unite ale Americii | Iulie 7, 2015  | Contemporary hit radio | Island Hollywood Republic Safehouse | [ 17 ] |
| Italia                     | Iulie 10, 2015 | Radio airplay          | Island Hollywood Republic Safehouse | [ 18 ] |
| Statele Unite ale Americii | Iulie 13, 2015 | Hot AC radio           | Island Hollywood Republic Safehouse | [ 19 ] |
| Belgia                     | Iulie 31, 2015 | Descărcare digitală    | Hollywood Island Safehouse          | [ 20 ] |
| Regatul Unit               | 28 august 2015 | Descărcare digitală    | Hollywood Island Safehouse          | [ 21 ] |